# العلاقات الليبيرية الماليزية
العلاقات الليبيرية الماليزية هي العلاقات الثنائية التي تجمع بين ليبيريا وماليزيا.

## مقارنة بين البلدين
هذه مقارنة عامة ومرجعية للدولتين:
| وجه المقارنة                                              | ليبيريا      | ماليزيا       |
| --------------------------------------------------------- | ------------ | ------------- |
| المساحة (كم2)                                             | 111.37 ألف   | 330.29 ألف    |
| عدد السكان (نسمة)                                         | 4.73 مليون   | 31.62 مليون   |
| الكثافة السكانية (ن./كم²)                                 | 42.47        | 95.73         |
| العاصمة                                                   | مونروفيا     | كوالالمبور    |
| اللغة الرسمية                                             | لغة إنجليزية | لغة ماليزية   |
| العملة                                                    | دولار ليبيري | رينغيت ماليزي |
| الناتج المحلي الإجمالي (بليون دولار)                      | 2.16 مليار   | 314.50 مليار  |
| الناتج المحلي الإجمالي (تعادل القوة الشرائية) بليون دولار | 3.76 مليار   | 817.43 مليار  |
| الناتج المحلي الإجمالي الاسمي للفرد دولار أمريكي          | 455          | 9.77 ألف      |
| الناتج المحلي الإجمالي للفرد دولار أمريكي                 | 842          | 25.64 ألف     |
| مؤشر التنمية البشرية                                      | 0.430        | 0.779         |
| رمز المكالمات الدولي                                      | +231         | +60           |
| رمز الإنترنت                                              | .lr          | .my           |
| المنطقة الزمنية                                           | 00           | ت ع م+08:00   |

## منظمات دولية مشتركة
يشترك البلدان في عضوية مجموعة من المنظمات الدولية، منها:
| علم المنظمة | اسم المنظمة                               | تاريخ انضمام ليبيريا | تاريخ انضمام ماليزيا |
| ----------- | ----------------------------------------- | -------------------- | -------------------- |
|             | مؤسسة التنمية الدولية                     | 28 مارس 1962         | 24 سبتمبر 1960       |
|             | مؤسسة التمويل الدولية                     | 28 مارس 1962         | 20 مارس 1958         |
|             | منظمة حظر الأسلحة الكيميائية              | ?                    | ?                    |
|             | الأمم المتحدة                             | 2 نوفمبر 1945        | 17 سبتمبر 1957       |
|             | الاتحاد الدولي للاتصالات                  | 10 أكتوبر 1927       | 3 فبراير 1958        |
|             | منظمة الشرطة الجنائية الدولية             | ?                    | ?                    |
|             | البنك الدولي للإنشاء والتعمير             | 28 مارس 1962         | 7 مارس 1958          |
|             | الاتحاد البريدي العالمي                   | ?                    | ?                    |
|             | المركز الدولي لتسوية المنازعات الاستشارية | 16 يوليو 1970        | 14 أكتوبر 1966       |
|             | وكالة ضمان الاستثمار متعدد الأطراف        | 12 أبريل 2007        | 6 ديسمبر 1991        |
|             | يونسكو                                    | 6 مارس 1947          | 16 يونيو 1958        |

## وصلات خارجية
- موقع وزارة الخارجية الليبيرية
- موقع وزارة الخارجية الماليزية